# Tony Danza
Tony Danza, született Antonio Salvatore Iadanza Cammisa néven (Brooklyn; 1951. április 21. –) amerikai színész, televíziós személyiség, sztepptáncos, bokszoló és tanár.
A Taxi és a Ki a főnök? című televíziós sorozatokban való szerepléseiért az 1980-as években összesen négyszer jelölték Golden Globe-díjra. Az Ügyvédek vendégszereplőjeként egy Primetime Emmy-jelölést is szerzett 1999-ben. 1988-ban kapott saját csillagot a Hollywoodi hírességek sétányán.
Filmes szereplései közé tartozik a Hollywood lovagjai (1980), a Majomkodó örökösök (1981), az Angyalok a pályán (1994), az Ütközések (2005) és a Don Jon (2013).

## Élete és pályafutása

### Ökölvívóként
1976 és 1979 között tizenkét profi mérkőzésből kilencet nyert meg (ebből hetet kiütéses győzelemmel és kettőt technikai KO-val).

## Filmográfia

### Film
| Év   | Magyar cím              | Eredeti cím                         | Szerep                           | Magyar hang         |
| ---- | ----------------------- | ----------------------------------- | -------------------------------- | ------------------- |
| 1980 | Hollywood lovagjai      | The Hollywood Knights               | Duke                             |                     |
| 1981 | Majomkodó örökösök      | Going Ape!                          | Foster                           |                     |
| 1984 | Ágyúgolyófutam 2.       | Cannonball Run II                   | Tony                             | Czvetkó Sándor      |
| 1989 | Papa, én nő vagyok!     | She's Out of Control                | Doug Simpson                     | Kern András         |
| 1989 |                         | I'm from Hollywood (dokumentumfilm) | önmaga                           |                     |
| 1994 | Angyalok a pályán       | Angels in the Outfield              | Mel Clark                        | Barabás Kiss Zoltán |
| 1996 |                         | Illtown                             | D'Avalon                         |                     |
| 1996 | Égiposta                | Dear God                            | önmaga (stáblistán nem szerepel) |                     |
| 1997 | Néma forgatókönyv       | Glam                                | Sid Dalgren                      |                     |
| 1997 | Kölcsönkenyér visszajár | The Girl Gets Moe                   | Moe                              |                     |
| 1997 | Bűnös negyed            | A Brooklyn State of Mind            | Louie Crisci                     | Selmeczi Roland     |
| 1997 | Botrány TV              | Meet Wally Sparks                   | New York-i taxisofőr             |                     |
| 2004 |                         | The Whisper                         | Simon                            |                     |
| 2004 | Ütközések               | Crash                               | Fred                             |                     |
| 2006 | Mell-bedobás            | Cloud 9                             | önmaga (stáblistán nem szerepel) | Posta Victor        |
| 2009 |                         | The Nail: The Story of Joey Nardone | Chickie                          |                     |
| 2010 |                         | Firedog                             | Rocky                            |                     |
| 2013 | Don Jon                 | Don Jon                             | Jon Martello, Sr.                | Sörös Sándor        |
| 2013 |                         | Aftermath                           | King                             |                     |
| 2021 | Szörnyviadal            | Rumble                              | Siggy (hangja)                   |                     |

### Televízió
| Év        | Magyar cím                              | Eredeti cím                             | Szerep                        | Megjegyzések                                                          |
| --------- | --------------------------------------- | --------------------------------------- | ----------------------------- | --------------------------------------------------------------------- |
| 1978–1983 | Taxi                                    | Taxi                                    | Tony Banta                    | - főszereplő (114 epizód) - magyar hangja: - Csőre Gábor - Végh Péter |
| 1980      |                                         | Murder Can Hurt You                     | Pony Lambretta                | tévéfilm                                                              |
| 1983      | Szerelemhajó                            | The Love Boat                           | Bud O'Hara                    | 2 epizód                                                              |
| 1984      |                                         | Single Bars, Single Women               | Dennis                        | tévéfilm                                                              |
| 1984–1992 | Ki a főnök?                             | Who's the Boss?                         | Tony Micelli                  | főszereplő (196 epizód)                                               |
| 1986      |                                         | Doing Life                              | Jerry Rosenberg               | tévéfilm                                                              |
| 1988      | 1988-as Nickelodeon Kids’ Choice Awards | 1988 Kids' Choice Awards                | házigazda                     |                                                                       |
| 1988      |                                         | Freedom Fighter                         | Vic Ross                      | tévéfilm                                                              |
| 1991      | A lányomat akarom                       | The Whereabouts of Jenny                | Rowdy Patron                  | tévéfilm                                                              |
| 1991      | Szolgálatban: A maffia törvénye         | Dead and Alive: The Race for Gus Farace | Constabile "Gus" Farace       | tévéfilm                                                              |
| 1991–1992 |                                         | Baby Talk                               | Baby Mickey Campbell (hangja) | 35 epizód                                                             |
| 1994      |                                         | The Mighty Jungle                       | Vinnie az aligátor (hangja)   |                                                                       |
| 1995      | Halálos suttogás                        | Deadly Whispers                         | Tom Acton                     | tévéfilm                                                              |
| 1995–1996 |                                         | Hudson Street                           | Tony Canetti                  | főszereplő (22 epizód)                                                |
| 1996      | A halüzem                               | North Shore Fish                        | Sal                           | tévéfilm                                                              |
| 1997      | Tizenkét dühös ember                    | 12 Angry Men                            | hetes számú esküdt            | - tévéfilm - magyar hangja: - Csankó Zoltán - Kapácsy Miklós          |
| 1997–1998 |                                         | The Tony Danza Show                     | Tony DiMeo                    | főszereplő (14 epizód)                                                |
| 1998      |                                         | The Wonderful World of Disney           | Barney Gorman                 | tévéfilm                                                              |
| 1998      | Ügyvédek                                | The Practice                            | Tommy Silva                   | vendégszereplő (4 epizód)                                             |
| 1998      | Noé kettő                               | Noah                                    | Norman Waters                 | - tévéfilm - magyar hangja: - Selmeczi Roland                         |
| 1998–2007 |                                         | A Capitol Fourth                        | önmaga (házigazda)            | 2 epizód                                                              |
| 2000      | Texas királyai                          | King of the Hill                        | önmaga (hangja)               | 1 epizód                                                              |
| 2000–2002 | Családjogi esetek                       | Family Law                              | Joe Celano                    | 25 epizód                                                             |
| 2001      | Family Guy                              | Family Guy                              | önmaga (hangja)               | 1 epizód                                                              |
| 2003      | Enyveskezű Mikulás                      | Stealing Christmas                      | Jack Clayton / Santa          | - tévéfilm - magyar hangja: - Sörös Sándor                            |
| 2004–2006 |                                         | The Tony Danza Show                     | önmaga (házigazda)            | 330 epizód                                                            |
| 2005      |                                         | All My Children                         | hotelmenedzser                | 1 epizód                                                              |
| 2008      |                                         | Rita Rocks                              | Matt Morelli                  | 1 epizód                                                              |
| 2010      |                                         | Teach: Tony Danza                       | önmaga                        | 7 epizód                                                              |
| 2016      | Broad City                              | Broad City                              | Mr. Abrams                    | 1 epizód                                                              |
| 2016      |                                         | Sebastian Says                          | Salvo                         | tévéfilm                                                              |
| 2017      |                                         | There's... Johnny!                      | Fred de Cordova               | 6 epizód                                                              |
| 2018      |                                         | The Good Cop                            | Tony Caruso Sr.               | 10 epizód                                                             |
| 2020      |                                         | Outmatched                              | Jay Bennett                   | 1 epizód                                                              |
| 2022      | Zsaruvér                                | Blue Bloods                             | Raymond Moretti hadnagy       | 1 epizód                                                              |
| 2022      |                                         | Finding Your Roots                      | önmaga                        | 1 epizód                                                              |
| 2022–     |                                         | Power Book III: Raising Kanan           | Stefano Marchetti             | 3 epizód                                                              |

## Fordítás
- Ez a szócikk részben vagy egészben  a   Tony Danza című angol Wikipédia-szócikk fordításán alapul.  Az eredeti cikk szerkesztőit annak laptörténete sorolja fel. Ez a jelzés csupán a megfogalmazás eredetét és a szerzői jogokat jelzi, nem szolgál a cikkben szereplő információk forrásmegjelöléseként.